# Arachnofobia

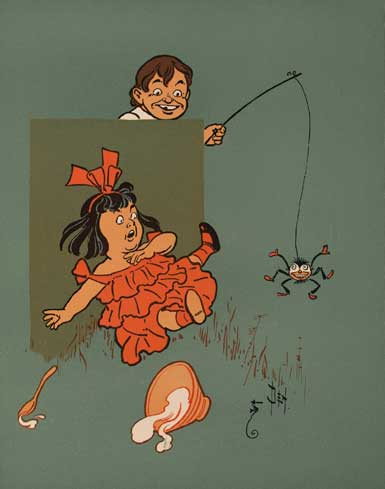
Satyryczne przedstawienie arachnofobii

Arachnofobia (stgr. αράχνη, arachne – pająk, stgr. φοβία phobia – strach) – fobia, objawiająca się bardzo silnym lękiem przed pająkami lub innymi bezkręgowcami zbliżonymi do nich wyglądem. Jest to jedna z najczęściej występujących fobii.
Teoretycznie przyczyny tego lęku mogą być różnorodne. 
- Fobia może być nabyta poprzez warunkowanie klasyczne – gdy dana osoba kojarzy pająka z niebezpieczeństwem. Na przykład jako dziecko mogła być straszona pająkami, zamknięta w szafie, gdzie był pająk lub widziała paniczne reakcje swoich rodziców na pająka. Takie wyjaśnienie oferują teorie behawiorystyczne.

- W psychologii ewolucyjnej akcentuje się przystosowawczą rolę arachnofobii. Lęk przed pająkami i innymi jadowitymi stawonogami był przystosowawczy z punktu widzenia przetrwania organizmów, toteż postawa taka jest związana z naszym repertuarem genowym i jest bardzo łatwo uaktywniana w codziennym życiu. Ludzie różnią się skłonnością do reagowania lękiem, dlatego tak wyraźne są różnice indywidualne w lęku przed pająkami.

Jednym ze sposobów opanowania arachnofobii jest desensytyzacja i wygaszanie reakcji. Terapia taka polega na stopniowym konfrontowaniu  pacjenta z przedmiotem jego lęku. Może to następować gwałtownie, gdy pacjent jest od razu konfrontowany z tym, co budzi najsilniejszy lęk, przykładowo wielkim włochatym pająkiem, którego kładzie się mu np. na twarz (terapia implozywna). Odwrażliwianie może następować także stopniowo.